# Майкъл Клифорд
Майкъл Ричард Юръм „Рич“ Клифорд (на английски: Michael Richard Uram "Rich" Clifford) е подполковник от USArmy и астронавт на НАСА, участник в три космически полета.

## Образование
Майкъл Клифорд е завършил колежа Ben Lomond High School, Огдън, Юта през 1970 г. Получава степен бакалавър по инженерство и военно звание лейтенант от Военната академия на САЩ в Уест Пойнт, Ню Йорк през 1974 г. През 1982 г. става магистър по аерокосмическо инженерство в Технологичния институт на Джорджия в град Савана.

## Военна кариера
Майкъл Клифорд започва военната си кариера през юни 1974 г. в 10-а кавалерия, Форт Карсън, Колорадо. Завършва с отличие школа за армейски пилоти през октомври 1976 г. Зачислен е като пилот в авиацията на 2-ри танков полк, базиран в Нюрнберг, Германия. През 1982 г. е преместен в Уест Пойнт като асистент. През декември 1986 г. става експериментален тест пилот на USArmy. В летателната си практика има повече от 3400 полетни часа на хеликоптери и самолети.

## Служба в НАСА
Майкъл Клифорд е избран за астронавт от НАСА на 13 януари 1990 г., Астронавтска група №13. Той е участник в три космически полета и има 665 часа в космоса, както и една космическа разходка с продължителност шест часа.

### Полети
| Космически полети на Майкъл Ричард Клифорд                       | Космически полети на Майкъл Ричард Клифорд | Космически полети на Майкъл Ричард Клифорд | Космически полети на Майкъл Ричард Клифорд | Космически полети на Майкъл Ричард Клифорд | Космически полети на Майкъл Ричард Клифорд | Космически полети на Майкъл Ричард Клифорд |
| №                                                                | Дата                                       | КК                                         | Емблема на мисията                         | Функции                                    | Продължителност                            |                                            |
| ---------------------------------------------------------------- | ------------------------------------------ | ------------------------------------------ | ------------------------------------------ | ------------------------------------------ | ------------------------------------------ | ------------------------------------------ |
| 1                                                                | 2 декември 1992                            | „Дискавъри“, мисия STS-53                  |                                            | Специалист на мисията                      | 7 денонощия 07 часа 19 мин. 17 сек.        |                                            |
| 2                                                                | 9 април 1994                               | „Индевър“, мисия STS-59                    |                                            | Специалист на мисията                      | 11 денонощия 05 часа 49 мин. 30 сек.       |                                            |
| 3                                                                | 22 март 1996                               | „Атлантис“, мисия STS-76                   |                                            | Специалист на мисията                      | 9 денонощия 05 часа 16 мин. 48 сек.        |                                            |
| Сумарно време в космоса – 27 денонощия 18 часа 25 минути 35 сек. |                                            |                                            |                                            |                                            |                                            |                                            |

## Награди
| ЛЕНТА | МЕДАЛ                                       |
|       | Медал за отлична служба                     |
|       | Легион за заслуги                           |
|       | Медал за похвална служба                    |
|       | Медал за похвала на USArmy                  |
|       | Национален медал за научни постижения       |
|       | Медал на НАСА за участие в космически полет |